# Трећа влада Петра Живковића
Трећа влада Петра Живковића је била влада Краљевине Југославије од 5. јануара 1932. до 4. априла 1932. године.

## Чланови владе
| Функција                                       | Слика | Име и презиме          | Детаљи |
| ---------------------------------------------- | ----- | ---------------------- | ------ |
| Председник Министарског савета                 |       | Петар Р. Живковић      |        |
| Министар иностраних послова                    |       | Војислав Д. Маринковић |        |
| Министар војске и морнарице                    |       | Драгомир Ж. Стојановић |        |
| Министар унутрашњих послова                    |       | Милан Сршкић           |        |
| Министар правде                                |       | Божидар Ж. Максимовић  |        |
| Министар просвете                              |       | Драгутин С. Којић      |        |
| Министар финансија                             |       | Милорад Ђорђевић       |        |
| Министар грађевина                             |       | Никола Прека           |        |
| Министар трговине и индустрије                 |       | Алберт Крамер          |        |
| Министар пољопривреде                          |       | Јурај Деметровић       |        |
| Министар шума и рудника                        |       | Станко Шибеник         |        |
| Министар социјалне политике и народног здравља |       | Иван Пуцељ             |        |
| Министар саобраћаја                            |       | Лазар Радивојевић      |        |
| Министар физичког васпитања народа             |       | Драган Краљевић        |        |